# Ieni-Kale
La forteresse de Ieni-Kale ou Yeni-Kale (russe : Еникале ; ukrainien : Єнікале ; tatar de Crimée : Yeñi Qale, Енъи Къале) est une forteresse située dans la péninsule de Kertch en Crimée. Elle est construite entre 1699 et 1706, à l'époque où la contrée était administrée par l'empire ottoman. Durant la guerre russo-turque de 1768-1774, Ieni-Kale est prise par l'Empire russe. Le traité de Küçük Kaynarca confirme cette prise de possession.